# Final de la Serie A de Ecuador 2020
La Final 2020 o tercera etapa de la Serie A de Ecuador 2020 definió al campeón y subcampeón del torneo. El ganador de la primera etapa se enfrentó al ganador de la segunda etapa del campeonato en partidos de ida y vuelta. Los partidos se los disputaron el 23 de diciembre la ida y el 29 de diciembre la vuelta y participaron Liga Deportiva Universitaria como ganador de la primera etapa y Barcelona Sporting Club como ganador de la segunda etapa.
La final la disputaron los dos equipos más regulares de toda la temporada, durante las dos etapas, albos y canarios siempre estuvieron peleando los primeros lugares, cada etapa tuvo un protagonista diferente la primera fue para el albo y la segunda para los toreros, en cada una el equipo que llegaba con la ventaja de depender de sí mismo la ganó. La regularidad de estos equipos también se demostró en la tabla acumulada, los centrales terminaron por encima del ídolo del astillero por un punto de diferencia, lo que le permitió a Liga Deportiva Universitaria terminar de local en el partido de vuelta.
Barcelona logró coronarse por décima sexta vez en su historia tras empatar la ida en Guayaquil por 1 - 1 y en el partido de vuelta en Quito otro empate con el marcador de 0 - 0, en los tiros desde el punto penal superó a Liga por 1 - 3.

## Antecedentes
Fue la segunda ocasión en la que Liga Deportiva Universitaria y Barcelona se enfrentaron en una final de campeonato ecuatoriano. El único antecedente hasta la fecha de 2020 era la final del Torneo Apertura 2005, en dicha llave Barcelona ganó el partido de ida disputado en el estadio Monumental por 1−0 con gol de Geovanny Caicedo a los 45+2 minutos del primer tiempo un 20 de julio de 2005; en tanto que el partido de vuelta se jugó el 24 de julio de ese año tras el cual Liga remontó el marcador con un contundente 3−0 con goles de Carlos Espínola, Franklin Salas y Néicer Reasco, los goles fueron marcados a los 5, 64 y 69 minutos respectivamente, el triunfo para los albos significó su octava estrella en la historia de los campeonatos nacionales.
En la historia de los campeonatos nacionales fue la final número 21 que se jugó para definir al campeón de la temporada. Para Liga esta fue la final número 9 que ha disputado en la historia de la Serie A. Las 8 anteriores, el equipo universitario ganó 6, las cuales sucedieron en los campeonatos de 1974, 1998, 1999, Apertura 2005, 2010 y 2018, también fue la tercera final de manera consecutiva tras perder contra Delfín Sporting Club en la temporada 2019 y ganar la de 2018 ante el Club Sport Emelec. Mientras que para Barcelona fue la octava final que disputó en su historia, estas las disputó en las temporadas 1962, 1980, 1982, 1992, 1995, 2005-A y la última en jugar fue contra el Club Sport Emelec en la campaña 2014 cuyo resultado final fue favorable al equipo eléctrico.

## Modo de disputa
La fase se disputó por eliminación directa a partidos de ida y vuelta, donde el ganador fue quien obtuvo más puntos y goles a favor. De producirse empate, se procedió a la definición por tiros desde el punto penal sin prórroga previa, en esta instancia el gol de visitante no tuvo validez. El ganador se coronó campeón de la LigaPro Serie A 2020 y clasificó a la fase de grupos de la Copa Libertadores 2021 como Ecuador 1, mientras que el subcampeón también clasificó a la fase grupal y fue Ecuador 2. Por parte de la LigaPro y con la autorización de la IFAB, FEF y FIFA se implementó para ambos partidos el árbitro asistente de video.

## Clubes clasificados
| Liga Deportiva Universitaria |  |  |  | Ganador de la Primera etapa |
| Barcelona Sporting Club      |  |  |  | Ganador de la Segunda etapa |

## Camino a la final

### Liga Deportiva Universitaria
La campaña de Liga durante la primera etapa fue una de las más destacadas en sus participaciones bajo esta modalidad de campeonato, fue el equipo con la defensa menos batida junto con Barcelona, vio su valla caer en 13 oportunidades, marcó 29 goles a favor, perdió dos partidos y fue el equipo con más victorias en la etapa, 11 veces ganó el cuadro albo; en la segunda etapa fue el equipo que más goles marcó, fueron 30 en total durante las 15 fechas de la Fase 2, en el acumulado de la temporada también fue el equipo que más goles anotó y más partidos ganó. El goleador del equipo de todo el año es Cristian Martínez Borja con 24 goles marcó 4 goles en la primera y 12 en la segunda siendo el goleador del equipo y del torneo en todo el año.
| Etapa     | Posición | PTS | PJ | PG | PE | PP | GF | GC | DG  |
| --------- | -------- | --- | -- | -- | -- | -- | -- | -- | --- |
| Primera   | 1.°      | 35  | 15 | 11 | 2  | 2  | 29 | 13 | +16 |
| Segunda   | 4.°      | 24  | 15 | 7  | 3  | 5  | 31 | 20 | +11 |
| Acumulada | 1.°      | 59  | 30 | 18 | 5  | 7  | 60 | 33 | +27 |

### Barcelona
Los números de Barcelona en la Fase 1 fueron discretos, se ubicó en el 4.° lugar, durante la etapa tuvo altos y bajos donde terminó detrás de la Universidad Católica; en la segunda etapa recuperó protagonismo, con mayor efectividad en el juego fue uno de los equipos más partidos ganó (8), también fue el arco con menos goles recibidos, siete goles se encajaron en el arco amarillo, estuvo invicto de local en la Fase 2 y en la temporada en general, de los siete partidos disputados en el Monumental ganó seis partidos y empató uno, en la tabla acumulada terminó segundo por detrás de Liga, se confirmó como el equipo con la valla menos batida del año con 20 goles. Durante la temporada perdió cuatro partidos siendo en ese rubro el club que menos caídas sufrió, todas las derrotas fueron en condición de visitante y una ante Liga en la primera etapa. El goleador del equipo durante toda la temporada es Damián Díaz con 10 goles, marcó cuatro goles en la primera y seis en la segunda.
| Etapa     | Posición | PTS | PJ | PG | PE | PP | GF | GC | DG  |
| --------- | -------- | --- | -- | -- | -- | -- | -- | -- | --- |
| Primera   | 4.°      | 29  | 15 | 8  | 5  | 2  | 23 | 13 | +10 |
| Segunda   | 1.°      | 29  | 15 | 8  | 5  | 2  | 22 | 7  | +15 |
| Acumulada | 2.°      | 58  | 30 | 16 | 10 | 4  | 45 | 20 | +25 |

## Partidos en la temporada
| Fecha          | Etapa   | Ciudad    | Resultado                     | Ref.          |
| -------------- | ------- | --------- | ----------------------------- | ------------- |
| 7 de marzo     | Primera | Quito     | Liga de Quito 2 : 1 Barcelona | [ 18 ] [ 19 ] |
| 1 de noviembre | Segunda | Guayaquil | Barcelona 2 : 2 Liga de Quito | [ 20 ] [ 21 ] |

## Estadios
| Guayaquil          | Quito                       |
| ------------------ | --------------------------- |
| Estadio Monumental | Estadio Rodrigo Paz Delgado |
| Capacidad: 57 267  | Capacidad: 41 575           |
|                    |                             |

## Llave
|                         | vs.                 |
| Liga de Quito 1 (1) 1 0 | Barcelona 1 (3) 1 0 |

## Partido
- Los horarios corresponden a la hora de Ecuador (UTC-5).[22][23][24]

### Liga de Quito - Barcelona
| 23 de diciembre de 2020, 20:15 | Barcelona | 1:1 (0:1)                                         | Liga de Quito | Estadio Monumental Banco Pichincha, Guayaquil                          |                                                                        |
|                                | Álvez 50' | LigaPro Reporte Ecuagol Reporte Soccerway Reporte | Julio 45+4'   | Asistencia: 0 espectadores Árbitro(s): Augusto Aragón VAR: Carlos Orbe | Asistencia: 0 espectadores Árbitro(s): Augusto Aragón VAR: Carlos Orbe |

| 29 de diciembre de 2020, 20:15 | Liga de Quito                       | 0:0 (1:3 p.)(Global 1:1)                          | Barcelona            | Estadio Rodrigo Paz Delgado, Quito                                         |                                                                            |
|                                |                                     | LigaPro Reporte Ecuagol Reporte Soccerway Reporte |                      | Asistencia: 0 espectadores Árbitro(s): Guillermo Guerrero VAR: Carlos Orbe | Asistencia: 0 espectadores Árbitro(s): Guillermo Guerrero VAR: Carlos Orbe |
|                                |                                     | Tiros desde el punto penal                        |                      |                                                                            |                                                                            |
|                                | Alcívar · Guerra · Piovi · Martínez |                                                   | Álvez · Oyola · Díaz |                                                                            |                                                                            |

- Barcelona empató 1 - 1 en el marcador global y ganó 3 - 1 en los tiros desde el punto penal.

#### Ida
| 1          | Guardameta     | Javier Burrai       |     |
| 31         | Defensa        | Pedro Pablo Velasco | 61' |
| 3          | Defensa        | William Riveros     |     |
| 14         | Defensa        | Darío Aimar         |     |
| 2          | Defensa        | Mario Pineida       |     |
| 19         | Centrocampista | Nixon Molina        | 61' |
| 20         | Centrocampista | Bruno Piñatares     |     |
| 8          | Centrocampista | Leandro Martínez    | 84' |
| 10         | Centrocampista | Damián Díaz         |     |
| 26         | Centrocampista | Byron Castillo      |     |
| 44         | Delantero      | Jonathan Álvez      | 90' |
| Entrenador | Entrenador     | Fabián Bustos       |     |

| 22         | Guardameta     | Adrián Gabbarini    |       |
| 20         | Defensa        | Christian Cruz      |       |
| 4          | Defensa        | Luis Caicedo        |       |
| 24         | Defensa        | Moisés Corozo       |       |
| 13         | Defensa        | Pedro Pablo Perlaza |       |
| 5          | Centrocampista | Lucas Villarruel    | 82'   |
| 8          | Centrocampista | Jordy Alcívar       |       |
| 26         | Centrocampista | Jhojan Julio        |       |
| 10         | Centrocampista | Junior Sornoza      | 90+5' |
| 14         | Centrocampista | José Quintero       | 90'   |
| 19         | Delantero      | Cristian Martínez   |       |
| Entrenador | Entrenador     | Pablo Repetto       |       |

| 18 | Centrocampista | Matías Oyola    | 61' |
| 9  | Delantero      | Cristian Colmán | 61' |
| 77 | Delantero      | Adonis Preciado | 84' |
| 21 | Delantero      | José Angulo     | 90' |

| 18 | Centrocampista | Ezequiel Piovi  | 82'   |
| 11 | Centrocampista | Billy Arce      | 90'   |
| 15 | Defensa        | Franklin Guerra | 90+5' |

| Anotado | 50' | Jonathan Álvez | 1–1 |

| Anotado | 45+4' | Jhojan Julio | 0–1 |

| Amonestado | 67' | Mario Pineida   |
| Amonestado | 73' | Bruno Piñatares |
| Amonestado | 89' | Matías Oyola    |

| Amonestado | 52'   | Jordy Alcívar     |
| Amonestado | 55'   | Junior Sornoza    |
| Amonestado | 90+6' | Cristian Martínez |

| Árbitro                | Augusto Aragón    |
| Árbitros asistentes    | Ricardo Baren     |
| Árbitros asistentes    | Andrés Tola       |
| Cuarto árbitro         | Franklin Congo    |
| Adicionales VAR        | Carlos Orbe       |
| Adicionales VAR        | Christian Lescano |
| Asesor árbitro         | Oswaldo Segura    |
| Observador VAR         | Luis Vera         |
| Comisarios de juego    | Elton García      |
| Comisarios de juego    | Susana Marca      |
| Oficial de patrocinio  | Gabriel Arteaga   |
| Coordinador de partido | María Rosado      |

| 1          | Guardameta     | Javier Burrai       |     |
| 31         | Defensa        | Pedro Pablo Velasco | 61' |
| 3          | Defensa        | William Riveros     |     |
| 14         | Defensa        | Darío Aimar         |     |
| 2          | Defensa        | Mario Pineida       |     |
| 19         | Centrocampista | Nixon Molina        | 61' |
| 20         | Centrocampista | Bruno Piñatares     |     |
| 8          | Centrocampista | Leandro Martínez    | 84' |
| 10         | Centrocampista | Damián Díaz         |     |
| 26         | Centrocampista | Byron Castillo      |     |
| 44         | Delantero      | Jonathan Álvez      | 90' |
| Entrenador | Entrenador     | Fabián Bustos       |     |

| 22         | Guardameta     | Adrián Gabbarini    |       |
| 20         | Defensa        | Christian Cruz      |       |
| 4          | Defensa        | Luis Caicedo        |       |
| 24         | Defensa        | Moisés Corozo       |       |
| 13         | Defensa        | Pedro Pablo Perlaza |       |
| 5          | Centrocampista | Lucas Villarruel    | 82'   |
| 8          | Centrocampista | Jordy Alcívar       |       |
| 26         | Centrocampista | Jhojan Julio        |       |
| 10         | Centrocampista | Junior Sornoza      | 90+5' |
| 14         | Centrocampista | José Quintero       | 90'   |
| 19         | Delantero      | Cristian Martínez   |       |
| Entrenador | Entrenador     | Pablo Repetto       |       |

| 18 | Centrocampista | Matías Oyola    | 61' |
| 9  | Delantero      | Cristian Colmán | 61' |
| 77 | Delantero      | Adonis Preciado | 84' |
| 21 | Delantero      | José Angulo     | 90' |

| 18 | Centrocampista | Ezequiel Piovi  | 82'   |
| 11 | Centrocampista | Billy Arce      | 90'   |
| 15 | Defensa        | Franklin Guerra | 90+5' |

| Anotado | 50' | Jonathan Álvez | 1–1 |

| Anotado | 45+4' | Jhojan Julio | 0–1 |

| Amonestado | 67' | Mario Pineida   |
| Amonestado | 73' | Bruno Piñatares |
| Amonestado | 89' | Matías Oyola    |

| Amonestado | 52'   | Jordy Alcívar     |
| Amonestado | 55'   | Junior Sornoza    |
| Amonestado | 90+6' | Cristian Martínez |

| Árbitro                | Augusto Aragón    |
| Árbitros asistentes    | Ricardo Baren     |
| Árbitros asistentes    | Andrés Tola       |
| Cuarto árbitro         | Franklin Congo    |
| Adicionales VAR        | Carlos Orbe       |
| Adicionales VAR        | Christian Lescano |
| Asesor árbitro         | Oswaldo Segura    |
| Observador VAR         | Luis Vera         |
| Comisarios de juego    | Elton García      |
| Comisarios de juego    | Susana Marca      |
| Oficial de patrocinio  | Gabriel Arteaga   |
| Coordinador de partido | María Rosado      |

| \| Estadísticas \| Barcelona \| Liga de Quito \| \| ---------------------- \| --------- \| ------------- \| \| Tiros \| 16 \| 11 \| \| Tiros al arco \| 3 \| 3 \| \| Faltas \| 21 \| 21 \| \| Penales \| 0 \| 0 \| \| Tiros de esquina \| 5 \| 7 \| \| Fueras de juego \| 3 \| 0 \| \| Tarjetas amarillas \| 3 \| 3 \| \| Tarjetas rojas \| 0 \| 0 \| \| Posesión \| 54% \| 46% \| \| Pases \| 355 \| 303 \| \| Precisión de los pases \| 74% \| 72% \| | Alineación inicial |               |
| Estadísticas | Barcelona          | Liga de Quito |
| Tiros | 16                 | 11            |
| Tiros al arco | 3                  | 3             |
| Faltas | 21                 | 21            |
| Penales | 0                  | 0             |
| Tiros de esquina | 5                  | 7             |
| Fueras de juego | 3                  | 0             |
| Tarjetas amarillas | 3                  | 3             |
| Tarjetas rojas | 0                  | 0             |
| Posesión | 54%                | 46%           |
| Pases | 355                | 303           |
| Precisión de los pases | 74%                | 72%           |

#### Vuelta
| 22         | Guardameta     | Adrián Gabbarini    |       |
| 20         | Defensa        | Christian Cruz      |       |
| 15         | Defensa        | Franklin Guerra     |       |
| 24         | Defensa        | Moisés Corozo       |       |
| 13         | Defensa        | Pedro Pablo Perlaza | 79'   |
| 5          | Centrocampista | Lucas Villarruel    | 89'   |
| 8          | Centrocampista | Jordy Alcívar       |       |
| 26         | Centrocampista | Jhojan Julio        | 90+2' |
| 10         | Centrocampista | Junior Sornoza      |       |
| 14         | Centrocampista | José Quintero       |       |
| 19         | Delantero      | Cristian Martínez   |       |
| Entrenador | Entrenador     | Pablo Repetto       |       |

| 1          | Guardameta     | Javier Burrai       |     |
| 31         | Defensa        | Pedro Pablo Velasco | 85' |
| 3          | Defensa        | William Riveros     |     |
| 14         | Defensa        | Darío Aimar         |     |
| 2          | Defensa        | Mario Pineida       |     |
| 19         | Centrocampista | Nixon Molina        | 75' |
| 20         | Centrocampista | Bruno Piñatares     |     |
| 8          | Centrocampista | Leandro Martínez    | 75' |
| 10         | Centrocampista | Damián Díaz         |     |
| 26         | Centrocampista | Byron Castillo      |     |
| 44         | Delantero      | Jonathan Álvez      |     |
| Entrenador | Entrenador     | Fabián Bustos       |     |

| 11 | Centrocampista | Billy Arce     | 79'   |
| 18 | Centrocampista | Ezequiel Piovi | 89'   |
| 17 | Centrocampista | Marcos Caicedo | 90+2' |

| 4  | Defensa        | Gustavo Vallecilla | 75' |
| 18 | Centrocampista | Matías Oyola       | 75' |
| 9  | Delantero      | Cristian Colmán    | 85' |

| Jordy Alcívar     | Acierto de penal           | 1:0 |                  |                |
|                   |                            | 1:1 | Acierto de penal | Jonathan Álvez |
| Franklin Guerra   | Fallo de penal (atajado)   | 1:1 |                  |                |
|                   |                            | 1:2 | Acierto de penal | Matías Oyola   |
| Ezequiel Piovi    | Fallo de penal (travesaño) | 1:2 |                  |                |
|                   |                            | 1:3 | Acierto de penal | Damián Díaz    |
| Cristian Martínez | Fallo de penal (atajado)   | 1:3 |                  |                |

| Amonestado | 43' | Franklin Guerra |
| Amonestado | 63' | Jhojan Julio    |

| Amonestado | 76'   | Mario Pineida       |
| Amonestado | 80'   | Bruno Piñatares     |
| Amonestado | 85'   | Pedro Pablo Velasco |
| Amonestado | 90+2' | Byron Castillo      |

| Árbitro                | Guillermo Guerrero |
| Árbitros asistentes    | Christian Lescano  |
| Árbitros asistentes    | Byron Romero       |
| Cuarto árbitro         | Marlon Vera        |
| Adicionales VAR        | Carlos Orbe        |
| Adicionales VAR        | Luis Quiroz        |
| Asesor árbitro         | Luis Alvarado      |
| Comisarios de juego    | Jorge Kaslin       |
| Comisarios de juego    | Estéfano Palacios  |
| Oficial de dopaje      | Eduardo Cedeño     |
| Oficial de patrocinio  | Lorena Ávila       |
| Coordinador de partido | Ángel Ruiz         |

| 22         | Guardameta     | Adrián Gabbarini    |       |
| 20         | Defensa        | Christian Cruz      |       |
| 15         | Defensa        | Franklin Guerra     |       |
| 24         | Defensa        | Moisés Corozo       |       |
| 13         | Defensa        | Pedro Pablo Perlaza | 79'   |
| 5          | Centrocampista | Lucas Villarruel    | 89'   |
| 8          | Centrocampista | Jordy Alcívar       |       |
| 26         | Centrocampista | Jhojan Julio        | 90+2' |
| 10         | Centrocampista | Junior Sornoza      |       |
| 14         | Centrocampista | José Quintero       |       |
| 19         | Delantero      | Cristian Martínez   |       |
| Entrenador | Entrenador     | Pablo Repetto       |       |

| 1          | Guardameta     | Javier Burrai       |     |
| 31         | Defensa        | Pedro Pablo Velasco | 85' |
| 3          | Defensa        | William Riveros     |     |
| 14         | Defensa        | Darío Aimar         |     |
| 2          | Defensa        | Mario Pineida       |     |
| 19         | Centrocampista | Nixon Molina        | 75' |
| 20         | Centrocampista | Bruno Piñatares     |     |
| 8          | Centrocampista | Leandro Martínez    | 75' |
| 10         | Centrocampista | Damián Díaz         |     |
| 26         | Centrocampista | Byron Castillo      |     |
| 44         | Delantero      | Jonathan Álvez      |     |
| Entrenador | Entrenador     | Fabián Bustos       |     |

| 11 | Centrocampista | Billy Arce     | 79'   |
| 18 | Centrocampista | Ezequiel Piovi | 89'   |
| 17 | Centrocampista | Marcos Caicedo | 90+2' |

| 4  | Defensa        | Gustavo Vallecilla | 75' |
| 18 | Centrocampista | Matías Oyola       | 75' |
| 9  | Delantero      | Cristian Colmán    | 85' |

| Jordy Alcívar     | Acierto de penal           | 1:0 |                  |                |
|                   |                            | 1:1 | Acierto de penal | Jonathan Álvez |
| Franklin Guerra   | Fallo de penal (atajado)   | 1:1 |                  |                |
|                   |                            | 1:2 | Acierto de penal | Matías Oyola   |
| Ezequiel Piovi    | Fallo de penal (travesaño) | 1:2 |                  |                |
|                   |                            | 1:3 | Acierto de penal | Damián Díaz    |
| Cristian Martínez | Fallo de penal (atajado)   | 1:3 |                  |                |

| Amonestado | 43' | Franklin Guerra |
| Amonestado | 63' | Jhojan Julio    |

| Amonestado | 76'   | Mario Pineida       |
| Amonestado | 80'   | Bruno Piñatares     |
| Amonestado | 85'   | Pedro Pablo Velasco |
| Amonestado | 90+2' | Byron Castillo      |

| Árbitro                | Guillermo Guerrero |
| Árbitros asistentes    | Christian Lescano  |
| Árbitros asistentes    | Byron Romero       |
| Cuarto árbitro         | Marlon Vera        |
| Adicionales VAR        | Carlos Orbe        |
| Adicionales VAR        | Luis Quiroz        |
| Asesor árbitro         | Luis Alvarado      |
| Comisarios de juego    | Jorge Kaslin       |
| Comisarios de juego    | Estéfano Palacios  |
| Oficial de dopaje      | Eduardo Cedeño     |
| Oficial de patrocinio  | Lorena Ávila       |
| Coordinador de partido | Ángel Ruiz         |

| \| Estadísticas \| Liga de Quito \| Barcelona \| \| ---------------------- \| ------------- \| --------- \| \| Tiros \| 19 \| 11 \| \| Tiros al arco \| 6 \| 4 \| \| Faltas \| 15 \| 12 \| \| Penales \| 0 \| 0 \| \| Tiros de esquina \| 8 \| 5 \| \| Fueras de juego \| 1 \| 0 \| \| Tarjetas amarillas \| 2 \| 4 \| \| Tarjetas rojas \| 0 \| 0 \| \| Posesión \| 64% \| 36% \| \| Pases \| 388 \| 224 \| \| Precisión de los pases \| 87% \| 70% \| | Alineación inicial |           |
| Estadísticas | Liga de Quito      | Barcelona |
| Tiros | 19                 | 11        |
| Tiros al arco | 6                  | 4         |
| Faltas | 15                 | 12        |
| Penales | 0                  | 0         |
| Tiros de esquina | 8                  | 5         |
| Fueras de juego | 1                  | 0         |
| Tarjetas amarillas | 2                  | 4         |
| Tarjetas rojas | 0                  | 0         |
| Posesión | 64%                | 36%       |
| Pases | 388                | 224       |
| Precisión de los pases | 87%                | 70%       |

|                                             |
|                                             |
| Campeón Barcelona Sporting Club 16.° título |